# Brinje (Šentrupert, Slovenija)
Brinje je naselje u slovenskoj Općini Šentrupertu. Brinje se nalazi u pokrajini Dolenjskoj i statističkoj regiji Jugoistočnoj Sloveniji. 

## Stanovništvo
Prema popisu stanovništva iz 2002. godine naselje je imalo 70 stanovnika.